# Île de Malpelo
L'île de Malpelo (en espagnol : Isla de Malpelo) est une île de Colombie dans l'océan Pacifique.

## Géographie

Carte de l'île.

L'île de Malpelo est située à 379 kilomètres à l'ouest-nord-ouest des rives de l'île côtière Barrera, dans le département de Nariño et à 360 kilomètres au sud des côtes du Panama. Elle dépend toutefois du département du Valle del Cauca. C'est un édifice volcanique dont les bases se trouvent à plus de 4 000 mètres de profondeur. L’île de Malpelo est la partie émergée de la crête d'une cordillère volcanique sous-marine appelée Dorsale de Malpelo, qui s'étend du NE au SO sur 296 km (150 miles) de long et 93 km (50 miles) de large. 
La superficie de Malpelo est 3,5 km2 et son plus haut sommet, la colline de la Mona, atteint les 320 mètres au-dessus du niveau de la mer.
L'île est entourée de 11 rochers distribués comme suit : 4 à l'extrême nord (los Mosqueteros), deux à l'ouest (Vagamares et la Torta) et 5 à l'extrême sud (los Tres Reyes, la Gringa et Escuba). C'est une des îles les plus fréquentées du Pacifique chaque année par les scientifiques et plongeurs du monde entier. Elle est protégée de façon permanente par le personnel de la Marine Nationale de Colombie qui veille à la conservation du lieu pour éviter la pêche illégale sans discernement, notamment celle des requins.
Malpelo s'est formée il y a plus ou moins 17/20 millions d’années (Miocène inférieur). Du point de vue géomorphologique, si la vitesse d'érosion due à aux précipitations, aux forts vents du large et à l'action des vagues n'a pas varié depuis, elle devait être, lors de son émersion, 10 fois plus vaste qu'actuellement. Malpelo se trouve dans la zone de Convergence intertropicale, où convergent les alizés des hémisphères nord et sud. Cette zone se caractérise par des vents variables et de grandes pluies. L'île n'a pas de source d'eau douce, mais la partie haute abrite une maigre végétation xérophile qui survit grâce à la condensation (brume de mer).
Le milieu marin autour de l'île Malpelo est fortement influencé par les huit courants parcourant la zone :
- Courant nord équatorial [réf. souhaitée]
- Contre-courant équatorial
- Courant équatorial du sud
- Courant de Cromwell ou surcourant équatorial
- Courant de Humboldt
- Phénomènes « el Niño » et « la Niña »,
- Contre-courant cyclonique du Panamá,
- Courant de Colombie.

Excepté Humboldt ces courants sont généralement chauds, avec des températures qui varient de 26 °C à 27 °C.
La salinité affiche des valeurs proches de 33 à 34 grammes de sel par litre d'eau marine, dans la moyenne océanique mondiale.

## Histoire
L'origine du nom de Malpelo est incertaine, mais l'île est apparue pour la première fois dans le Mapamundi de 1550 (Descaliers, 1550), sous le nom de « Yle mallabry ». Le terme malábrigo apparaît chez les cartographes hispaniques ou italiques de l'époque pour désigner des baies et des îles constituant de mauvais abris pour un mouillage. Une autre possibilité est que le nom de Malpelo dérive du latin malveolus : « inhospitalière », employé par d'autres cartographes.
Le 31 août 1828, Malpelo est le théâtre d'une bataille navale qui oppose les flottes colombienne et péruvienne.
La biologiste franco-colombienne Sandra Bessudo dirige le programme international des Nations unies sur la protection des requins dans le Pacifique et est la directrice de la Fondation Malpelo et autres écosystèmes marins, une ONG créée dans le but de préserver la diversité biologique de Colombie. Sur la base de ses rapports, en 1995, le gouvernement colombien a déclaré l'île « sanctuaire de la faune et de la flore de Malpelo ». En 2002, le sanctuaire a été nommé « zone spécialement sensible » par l’Organisation maritime internationale (OMI), basée à Londres. Cette même année, la zone maritime a été élargie et inscrite dans la catégorie de « protection absolue ». Avec une superficie qui est passée de 651 km2 à 8 757 km2, elle est devenue la neuvième plus grande zone maritime protégée au monde. Le 12 juillet 2006, à Vilnius en Lituanie, l'île de Malpelo a été officiellement déclarée comme « patrimoine mondial naturel » par l'UNESCO. Quant à Sandra Bessudo, elle est devenue en 2010 ministre de l'Environnement de la Colombie.

## Biologie
L'île de Malpelo est très connue en biologie car comme ses consœurs, l'île Cocos et les îles Galápagos, elle est très riche en espèces endémiques. Par exemple, on y a trouvé récemment le requin féroce.
C'est d'ailleurs cette île et son écosystème marin qui sert de thème pour un parcours à l'aquarium de Nausicaa, à Boulogne-sur-Mer.